# Müllverbrennungsanlage Stellinger Moor

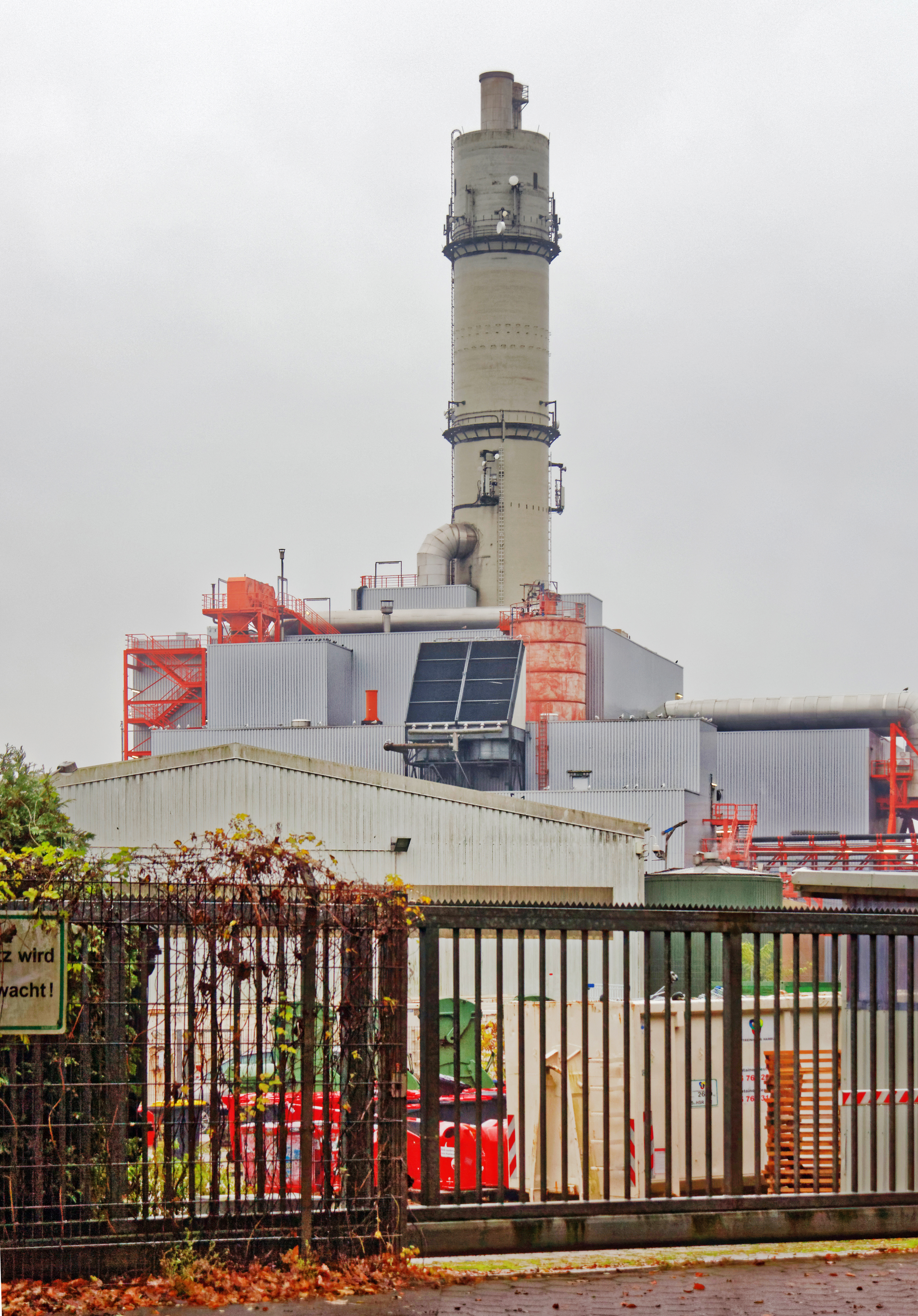
Die Anlage im Jahr 2015

Die Müllverbrennungsanlage Stellinger Moor war eine Müllverbrennungsanlage (MVA) der Hamburger Stadtreinigung an der Schnackenburgallee in Hamburg-Bahrenfeld, nahe der Grenze zu Stellingen. Sie wurde 1973 in Betrieb genommen und 2015 stillgelegt. In den 42 Betriebsjahren wurden insgesamt etwa 7 Millionen Tonnen Abfall verbrannt.

## Geschichte
Die MVA Stellinger Moor war die erste Müllverbrennungsanlage, die nach dem Krieg in Hamburg neu errichtet wurde. (Die jüngste Anlage war bis zu diesem Zeitpunkt die 1931 eröffnete Anlage an der Borsigstraße.) Sie wurde von 1970 bis 1973 gebaut und hatte zwei Verbrennungslinien. 1979 wurde sie um eine Kipphalle und eine Sortierhalle mit Abfallzerkleinerungsanlage ergänzt. 1989 wurde eine neue Abgasreinigungsanlage nach dem Nasswäscheverfahren eingebaut, da die ursprüngliche Anlage nach dem Trockensorptionsverfahren den verschärften Anforderungen der 1990 in Kraft getretenen Verordnung über die Verbrennung und die Mitverbrennung von Abfällen (17. BImSchV) nicht genügte. 1995 wurde eine Abgasnachreinigungsanlage nachgerüstet. Kurzzeitig verfügte die MVA Stellinger Moor auch über eine eigene, nahe gelegene Abwasseraufarbeitung, die sich aber als unwirtschaftlich erwies und 1998 weitgehend stillgelegt wurde.
Zuletzt wurde die MVA 1997 durch ein Blockheizkraftwerk ergänzt, das Strom und Fernwärme erzeugte und in die öffentlichen Hamburger Netze einspeiste. Da es ineffizient war, wurde es 2013 wieder abgebaut.

## Stilllegung
Im Zeitraum von 2012 bis 2014 untersuchte die Hamburger Stadtreinigung, wie sie ihren Bedarf an Müllverbrennungskapazitäten zukünftig decken konnte. Zu diesem Zeitpunkt war die MVA Stellinger Moor die einzige Müllverbrennungsanlage im vollständigen Eigentum der Stadtreinigung; darüber hinaus bestanden Entsorgungsverträge mit den MVA Rugenberger Damm (an dieser besaß die Stadtreinigung eine Beteiligung von 25 %), Borsigstraße und Stapelfeld (beide im Eigentum von Privatfirmen). Von diesen Anlagen war die MVA Stellinger Moor außerdem die älteste; sie war umwelttechnisch veraltet und relativ teuer im Betrieb. Zugleich war die Menge des in Hamburg abgefahrenen Restmülls seit Jahren rückläufig, was auf eine Erhöhung der Recyclingquote zurückzuführen ist, so dass die Stadtreinigung ihre Verbrennungskapazitäten reduzieren wollte. 2014 entschied sie sich, den Müll in Zukunft nur noch in der MVA Borsigstraße und der MVA Rugenberger Damm zu verbrennen und dazu die MVA Borsigstraße von Vattenfall und EEW Energy from Waste zurückzukaufen und den Anteil an der MVA Rugenberger Damm auf 45 % zu erhöhen. Der Vertrag mit der MVA Stapelfeld wurde nicht verlängert, für die MVA Stellinger Moor wurde die Stilllegung zum Juli 2015 beschlossen.
Das Müllfeuer der zweiten Verbrennungslinie wurde am 12. Juni 2015 gelöscht, das Müllfeuer der ersten Verbrennungslinie folgte am 21. Juni 2015. Bereits in den Wochen zuvor hatte die Stadtreinigung die Belieferung der Anlage reduziert, so dass der Müllbunker zum Betriebsende vollständig geleert war. An dem Standort waren zuletzt 91 Mitarbeiter der Stadtreinigung beschäftigt, die vollständig auf andere Stellen (auch außerhalb der Stadtreinigung) vermittelt werden konnten. Betriebsbedingte Kündigungen wurden nicht ausgesprochen.

## Rückbau und Nachnutzung des Geländes
Die Hamburger Stadtreinigung beabsichtigt, anstelle der Verbrennungsanlage ein „Zentrum für Ressourcen und Energie“ (ZRE) zu errichten. Dies soll unter anderem eine Hausmüllsortieranlage, Einrichtungen zur Gewinnung von Biobrennstoff und Ersatzbrennstoff sowie zur Ausschleusung von Wertstoffen umfassen. Einige Bestandteile der Müllverbrennungsanlage werden dazu weitergenutzt, insbesondere der nur mit großem Aufwand rückbaubare Müllbunker, die Kipphalle und einige angrenzende Gebäudeteile. Die Abgasnachreinigung und die Wäscher wurden mitsamt den Gebäudehüllen an ein Unternehmen verkauft und von diesem demontiert.

## Daten und Fakten zum Betriebsjahr 2013
- Die MVA Stellinger Moor verbrannte gut 124.000 Tonnen Abfall.
- Sie produzierte mehr als 38 Millionen Kilowattstunden elektrische Energie, von denen fast 20 Millionen Kilowattstunden an Dritte abgegeben wurden.
- Die MVA Stellinger Moor hat zudem durch Kraft-Wärme-Kopplung mehr als 66 Millionen Kilowattstunden Fernwärme gewonnen – Energie, mit der das Volksparkstadion, die Barclays Arena sowie etwa 14.000 Hamburger Haushalte versorgt wurden.
- Die angefallenen 27.100 Tonnen Schlacke wurden als Baustoff weitervermarktet.[3]
- Alle Sekundärabfälle wurden umweltgerecht verwertet.
- Die Schadstoffgehalte der kontinuierlich überwachten Abgase lagen weit unter den gesetzlich vorgeschriebenen Grenzwerten.

Die bei der Verbrennung und Abgasreinigung entstandenen Stoffe wurden entweder deponiert oder, falls es sich um wertvolle Rohstoffe wie Salzsäure, Gips oder Altmetall handelt, weiterverkauft.